# لقاح NDV-HXP-S
لقاح NDV-HXP-S واسمه لقاح إن دي في-إتش إكس بي-إس كوفيد-19 (بالإنجليزية: NDV-HXP-S Covid-19 vaccine)‏ ويُعرف في البرازيل باسم بوتانفاك (بالبرتغالية: ButanVac‏)؛ هو لقاح مرشح ضد مرض فيروس كورونا، يعمل فريق باحثين على تطويره وإنتاجه بتقنية الناقلات الفيروسية بدعم وتعاون مع جامعة تكساس في أوستن ومدرسة طب ماونت سيناي والمعهد الوطني للحساسية والأمراض المعدية، وهو مخصص للإعطاء عن طريق الحقن العضلي.

## التطوير
على عكس لقاحات كورونا الأخرى، مثل: لقاح موديرنا لقاح جونسون آند جونسون كوفيد-19 ولقاح فايزر التي تتطلب جميعها مرافق تصنيع متخصصة ومكونات نادرة أو باهظة الثمن، يمكن إنتاج «لقاح NDV-HXP-S» باستخدام بيض الدجاج في نمط مماثل لإنتاج لقاح الإنفلونزا، مما يجعل هذا اللقاح هدفًا مهمًا بشكل خاص للبلدان متوسطة ومنخفضة الدخل.